# 瀬田醻一
瀬田 醻一（せた しゅういち、1895年〈明治28年〉8月16日 - 1968年〈昭和43年〉）は、日本の政治家、東京府多額納税者、鍋屋、金融業、地主・家主。東京市会議員（板橋区選出、革正会会員）、板橋区会議員。

## 経歴
東京府北豊島郡板橋町大山出身。質商・瀬田文次郎の長男。
早稲田中学、同高等学院を経て1917年、早稲田大学大学部法学科英法科卒業。貸地貸家業、金融業を営んだ。
1921年5月、板橋町会議員に当選し、1932年9月市郡併合迄3期在職。1931年4月、板橋町名誉助役として市郡併合迄在職。
1932年11月、板橋区会議員に当選。1933年3月、東京市会議員に当選。1938年4月、東京市参事会員に当選。

## 人物
醻一は祖先より7代目に当たり、1925年に家督を相続した。民主党を支持した。公共の為に尽力した。趣味は読書、旅行。宗教は日蓮宗。住所は東京都板橋区大山町、東京市板橋区板橋町九丁目。

## 家族・親族
瀬田家
瀬田家は家号を「鍋屋」と称し、板橋町の名門で、町内に重きをなした。また大山発展のためにずいぶん尽くした家であり、現在の瀬田家の前、川越街道になった所には、瀬田家の築山、言わば庭園があった。
- 祖父・吉兵衛（? - 1907年[15]、板橋町会議員[2]、東京府平民[16]、質商[17]） - 住所は東京府北豊島郡板橋町大字下板橋[17]。
- 父・文次郎[5]（1868年 - ?、板橋町会議員[18]、東京府平民[16]、質商[10]） - 瀬田吉兵衛の長男[10]。質業を営む[19]。知名の質商である[10]。
- 母・はな（1873年 - ?、東京、飯田春教の長女）[5][9][12]
- 弟
  - 四郎（1902年 - ?、鍋屋、質商[5][9]、地家主[7][20]、瀬田商店代表[21]） - 1927年、兄・醻一方より分家する[5]、趣味は旅行、謡曲[9]、住所は豊島区池袋2丁目[9][20][21]。
  - 吉郎（1917年 - ?、税理士、地家主、日本ホビー企画社長[22]、東洋理化工業取締役[23]） - 分家する[5]。東京海上火災保険会社員を経て1947年6月より1961年3月まで東京国税局に勤務する[22]。宗教は日蓮宗[5][22][23]。住所は豊島区目白4丁目[22][23]。長男の宏はフジテレビ勤務[23]。甥は瀬田虎太郎[23]（板橋区教育委員長）[注 1]。
- 妻・げん（1896年 - ?、埼玉、田村新蔵の四女）[5][24]
- 男（建設省勤務）[9]
- 長女[9]

親戚
- 父の弟・瀬田吉之助[13][25]（1884年 - ?、地主[7][20]、農業[19]、資産家[25]、板橋町会議員[13]、瀬田不動産合資会社代表社員、鍋屋合資会社代表社員[15]）
- 従弟・瀬田吉兵衛（1911年 - ?） - 瀬田吉之助の長男[5]。富国徴兵保険勤務[5]。
- 妻の父・初代田村新蔵（埼玉県多額納税者、農業、洋紙、砂糖[24]、小麦粉販売業、粕壁銀行、明治貯蓄銀行各頭取） - 住所は埼玉県南埼玉郡粕壁町[24]。
- 妻の兄・2代目田村新蔵（埼玉県多額納税者、農業、洋紙、砂糖、小麦粉販売業、東武商事代表取締役）